# كمية فيزيائية

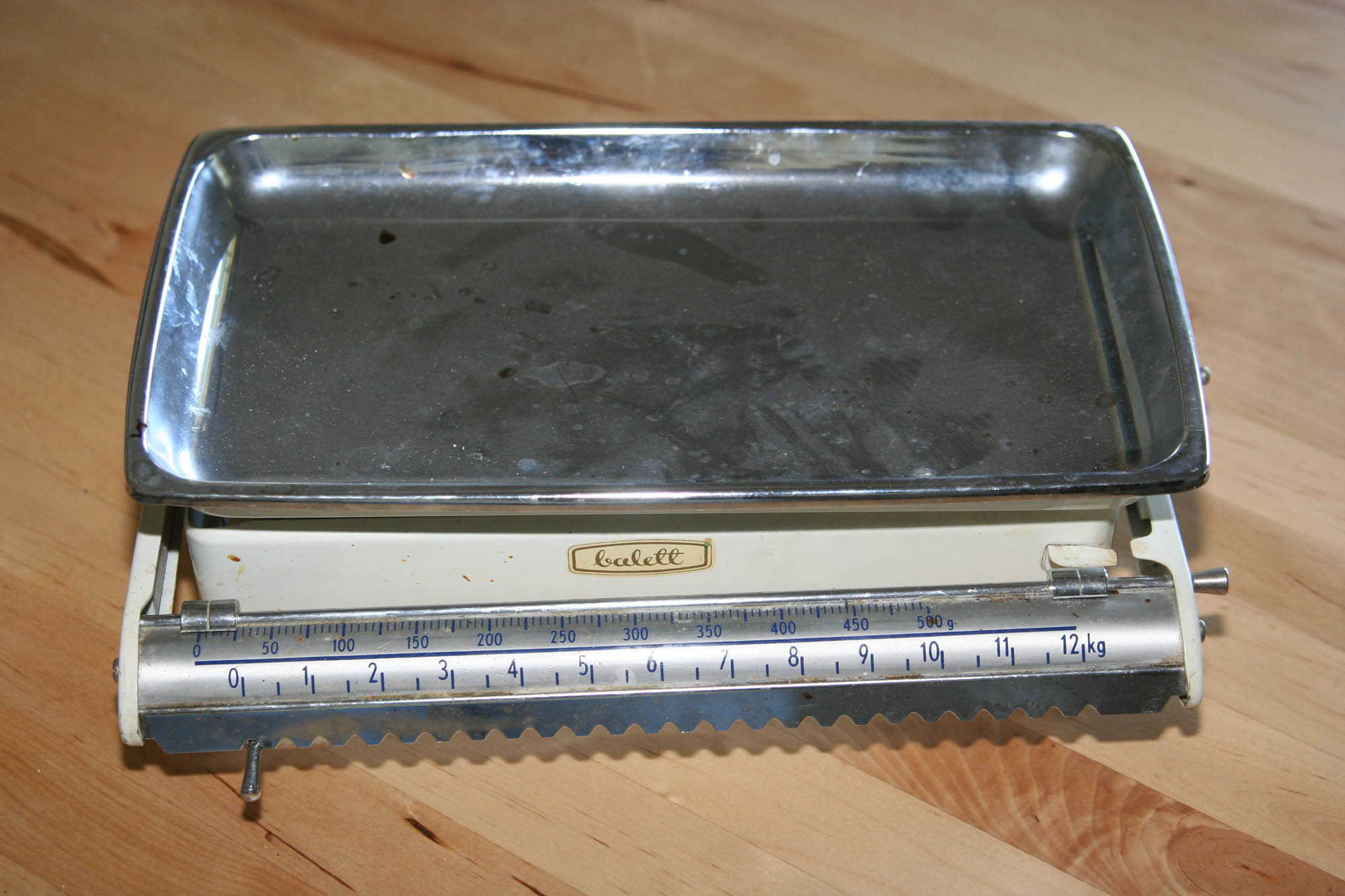
ميزان لقياس الكتلة ، والوحدة هي كيلوجرام.

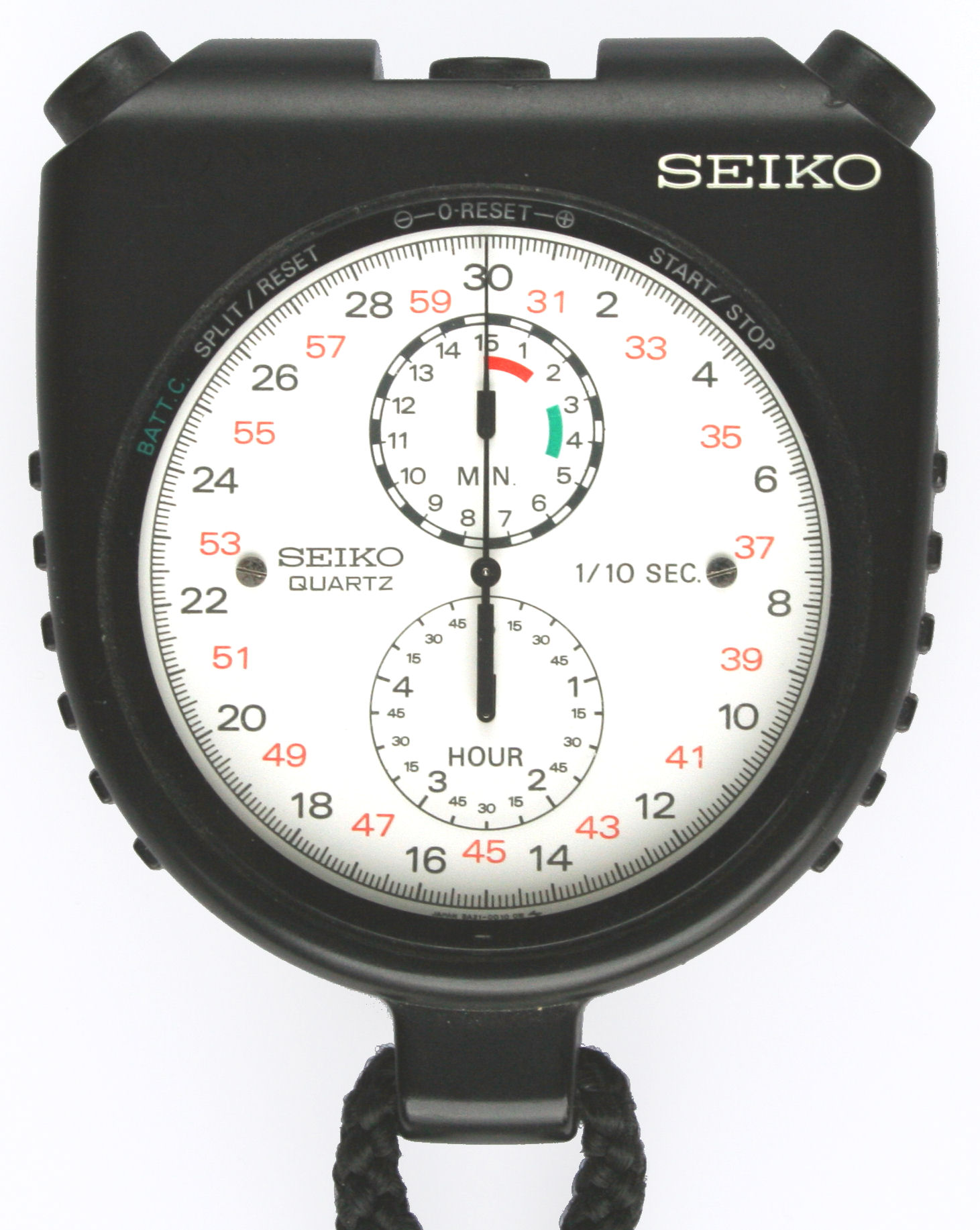
ساعة لقياس الزمن ، والوحدة ثانية.

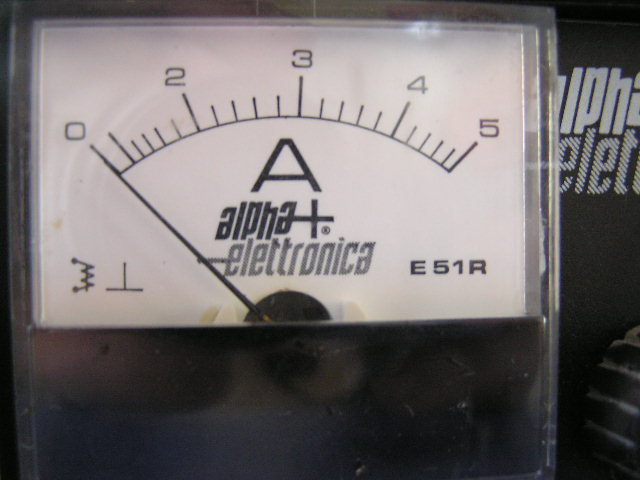
أمبيرمتر لقياس شدة التيار الكهربائي ، والوحدة هي أمبير.

الكمية الفيزيائية أو اختصاراً الكمية مصطلح يطلق على كل جزء من الطبيعة يمكن تحديد كميته بالقياس أو بالحساب، ويشمل جميع القيم معبر عنها بقيمة عددية مرفقة عادة بوحدة قياس. مثلاً الكتلة والطول هي كميات يعبر عنها على التوالي بالكيلوجرام والمتر، في حين أن معامل الانكسار لوسط يعبر عنه بعدد بدون وحدة فيكون معامل الانكسار كمية لا بعدية.
جمع وطرح الأعداد ليس ممكناً إلا إذا كانا مرتبطين بنفس الوحدة (انظر التجانس)، في حين يمكن ضرب وقسمة الأعداد من وحدات مختلفة، في هذه الحالة نحصل على وحدة جديدة هي ناتج الوحدتين. مثلاً السرعة هي حاصل قسمة المسافة على الزمن فتكون وحدة السرعة كيلومتر في الساعة أو متر في الثانية. إذاً هناك نظريًا عدد كبير من الوحدات، لكن يستخدم البعض منها فقط في التطبيق العملي.
مجال الفيزياء الذي يدرس العلاقة بين الوحدات هو التحليل البعدي.
تصنف الكميات الفيزيائية إلى قسمين:
- كميات قياسية.
- كميات متجهة.

## الكميات القياسية
الكميات القياسية (scalars quantity):هي التي تتحدد بالمقدار والوحدة فقط، مثل: الطول، الزمن، الكتلة،  المساحة، الحجم، الكثافة، درجة الحرارة والطاقة .

## الكميات المتجهة
الكميات المتجهة هي التي تتحدد بالمقدار والاتجاه و نقطة التأثير، مثل: الوزن(الثقل) - القوة - السرعة - العجلة.
ونختار عادة رموزا إضافية لتمييز المتجه عن الكميات غير متجهة . وعادة نميزها بوضع سهم فوق رمزها ({\displaystyle {\vec {a}}}), أو كتابة الرمز بالخط الغليظ ({\displaystyle {\boldsymbol {a}}}) وأحيانا نضع خطا أسفل الرمز ({\displaystyle {\underline {a}}}).

## ثوابت طبيعية
توجد كميات لا تتغير، وهي تسمى ثوابت طبيعية أو ثوابت فيزيائية، أمثلة لذلك : سرعة الضوء في الفراغ، الشحنة الأولية، ثابت بلانك، ثابت بولتزمان، عدد أفوجادرو وغيرها .

## رموز رياضية
نستخدم في الرياضيات رموزا تعبر عن عمليات حسابية معينة . فمثلاً إذا كانت كتلة السيارة الكلية 1000 كيلوجرام وهي مكونة من الهيكل الأساسي وعدد n من الأجزاء، فيمكننا كتابة الآتي :
{\displaystyle m_{\text{Total}}=1000\,\mathrm {kg} =m_{\text{F}}+\sum _{i=1}^{n}m_{i}}
أمثلة أخرى:
{\displaystyle {\bar {x}}={\sqrt[{n}]{\prod \nolimits _{i=1}^{n}x_{i}}}}
أو
{\displaystyle l=\lim _{\Delta t\to 0}{\Bigl (}\sum \nolimits _{n=1}^{T/\Delta t}(g\cdot t_{n}\cdot \Delta t){\Bigr )}=\int _{0}^{T}g\cdot t\;\mathrm {d} t={\frac {g}{2}}\cdot T^{2}.}
وهذان المثالان هي الطريقة الأمريكية تبين الحد الأعلى والحد الأسفل لإجراء المجموع، وعلامة التكامل .

### مقدار الخطأ
| {\displaystyle l=(10{,}0072\pm 0,0023)\,\mathrm {m} } {\displaystyle l=10{,}0072(23)\,\mathrm {m} } {\displaystyle l\approx {10{,}00\mathbf {7} }\,\mathrm {m} } |
| كتابة قيمة محفوفة بخطأ (الطريقة السفلى تعني أن الرقم 7 تقريبي.)                                                                                                  |

عندما يكون القياس مصحوبا بخطأ نكتب القيمة وبجانبها قيمة خطأ القياس، فإما نعرّفه بالعلامة „±“ بعد قيمة القياس (كما في السطر الأول)، أو بطريقة مختصرة بوضع مقدار الخطأ بين قوسين (السطر الثاني)، أو كتابة الرقم المحاط بعدم الدقة بالكتابة الغليظة (السطر الثالث).